# Llista d'episodis de Sakura, la caçadora de cartes
|  | Aquest article tracta sobre els episodis de l'anime. Vegeu-ne altres significats a «Llista de capítols de Sakura, la caçadora de cartes». |

Sakura, la caçadora de cartes (カードキャプターさくら, Kādokyaputā Sakura), també coneguda com a Cardcaptor Sakura, és una sèrie manga creada pel grup CLAMP, del que, posteriorment, se'n va emetre una sèrie d'anime. Fou publicada a Espanya per l'editorial Glénat. També s'ha publicat una edició en català per la mateixa editorial.
La sèrie d'anime, dirigida per Morio Asaka, animada per Madhouse i produïda per Kodansha, consta de 70 capítols dividits en tres temporades. Fou emesa el 7 d'abril de 1998 fins al 21 de març de 2000 pel canal japonès NHK. A Catalunya, la sèrie fou emesa pel Canal 33 el 18 de setembre de 2000 fins al 25 de desembre del mateix any, reemetent-se posteriorment pel canal K3 en diverses ocasions. L'any 2018 va sortir una nova temporada, anomenada Les cartes transparents, constant així la sèrie amb un total de 4 temporades. La nova temporada de 22 capítols ha estat doblada al català i va començar a emetre's el 18 de maig de 2023. Actualment s'emet al canal SX3.

## Temporades
| Temporada | Temporada | Episodis | Episodis | #  | #  | Dates d'emissió       | Dates d'emissió        | Dates d'emissió en català | Dates d'emissió en català |
| Temporada | Temporada | Episodis | Episodis | #  | #  | Primera emissió       | Última emissió         | Primera emissió           | Última emissió            |
| --------- | --------- | -------- | -------- | -- | -- | --------------------- | ---------------------- | ------------------------- | ------------------------- |
|           | 1         | 1-35     | 1-35     | 35 | 35 | 7 d'abril de 1998     | 29 de desembre de 1998 | 18 de setembre de 2000    | 6 de novembre de 2000     |
|           | 2         | 36-46    | 36-46    | 11 | 11 | 6 d'abril de 1999     | 22 de juny de 1999     | 7 de novembre de 2000     | 21 de novembre de 2000    |
|           | 3         | 47-70    | 47-70    | 24 | 24 | 7 de setembre de 1999 | 21 de març de 2000     | 22 de novembre de 2000    | 25 de desembre de 2000    |
|           | 4         | 71-92    | 71-92    | 22 | 22 | 7 de gener de 2018    | 10 de juny de 2018     | 18 de maig de 2023        | 22 de juny de 2023        |

## Llista d'episodis

### Primera temporada
La primera temporada està formada per 35 episodis emesos originalment des del 7 d'abril de 1998 fins a l'1 de gener de 1999. L'opening d'aquesta temporada s'anomena Catch You Catch Me de Gumi i l'ending s'anomena Groovy! de Koumi Hirose.
| Núm. | #  | Títol en català                                                                                               | Data d'estrena al Japó | Data d'estrena a Catalunya |
| --- | -- | --- | ---------------------- | -------------------------- |
| 1 | 1  | Sakura i el misteriós llibre màgic Sakura to Fushigi na Mahō no Hon (さくらと不思議な魔法の本)                | 7 d'abril de 1998      | 18 de setembre de 2000     |
| La Sakura té un estrany somni. Després del que aparenta ser un dia d'escola normal, en tornar a casa sent un soroll que ve de la biblioteca i observa que hi ha un llibre que brilla. En obrir-lo tot de cartes surten volant i desperta en Keroberos, que afirma ser el guardià del llibre i li encomana la missió de tornar a reunir les cartes de Clow que s'han escapat. La primera que atrapa serà la carta voladora. |    | |                        |                            |
| 2 | 2  | La meravellosa amiga de la Sakura Sakura no Suteki na Otomodachi (さくらのすてきなお友達)                     | 14 d'abril de 1998     | 19 de setembre de 2000     |
| Després de la seva primera missió com a caçadora de cartes, la Sakura torna a l'escola al dia següent on troba la seva amiga Tomoyo, que descobreix el seu secret. En el mateix recinte escolar, el mobiliari s'amuntega cada nit, així que la Sakura, en Kero i la Tomoyo volen comprovar si es tracta d'una carta de Clow tal com sospiten... |    | |                        |                            |
| 3 | 3  | Una primera cita emocionant Sakura no Dokidoki Hatsu Dēto (さくらのドキドキ初デート)                          | 21 d'abril de 1998     | 20 de setembre de 2000     |
| La Sakura va a l’aquari amb les seves amigues i presencien un incident que en Kero associa amb la carta de l’aigua. Més tard, la Sakura queda amb en Yukito per anar a berenar a la cafeteria de l’aquari i se li acudeix un pla per capturar la carta. Podrà la Sakura dur a terme el seu pla i capturar-la abans que segueixi fent destrosses? |    | |                        |                            |
| 4 | 4  | Un diumenge esgotador Sakura no Kutakuta Nichiyōbi (さくらのくたくた日曜日)                                   | 28 d'abril de 1998     | 21 de setembre de 2000     |
| Avui a la Sakura li toca fer endreça. Mentre neteja la casa, hi troba dues cartes de Clow i surt de casa a fer un encàrrec. Quan torna, troba la casa plena d’arbres a conseqüència de no haver escrit el seu nom a les cartes de la fusta i de la pluja perquè li facin cas, cosa que fa que la segona regui la primera i no pari de créixer posant en perill l’estructura de la casa! |    | |                        |                            |
| 5 | 5  | La Sakura, el panda i la botiga meravellosa Sakura to Panda to Kawaii Omise (さくらとパンダとかわいいお店)    | 5 de maig de 1998      | 22 de setembre de 2000     |
| La Sakura i les seves amigues Tomoyo, Rika, Chiharu i Naoko van a veure una nova botiga de peluixos que acaba d’obrir. Ajuden a la propietària a posar uns productes als prestatges que sembla que caiguin i es moguin sols. En Kero identifica un panda de peluix que sembla sospitós que es mou per culpa de la carta del salt, quan de sobte tots els peluixos de la botiga comencen a saltar i a fugir de la botiga… |    | |                        |                            |
| 6 | 6  | La Sakura i els records de la seva mare Sakura to Okaa-san no Omoide (さくらとおかあさんの思い出)             | 12 de maig de 1998     | 25 de setembre de 2000     |
| Córre el rumor que hi ha un fantasma al bosc. La Sakura i les seves amigues van a comprovar-ho i el veuen, però cadascuna el veu d’una manera diferent. La Sakura hi veu la figura de la seva mare i quan córre cap a ella cau per un precipici, però és rescatada per en Yukito. Finalment tornen per veure de què passa i conclouen que es tracta de la carta de la il·lusió. |    | |                        |                            |
| 7 | 7  | La primera batalla de la Sakura amb un lladre misteriós Sakura no Kaitō Hatsu Chōsen!? (さくらの怪盗初挑戦!?) | 19 de maig de 1998     | 26 de setembre de 2000     |
| La Sakura va al museu amb l’escola i veu que una nena es queixa que algú ha pintat una figura al que va ser l’últim quadre del seu difunt pare. Durant la nit, la Sakura va al museu perquè sap que es tracta d’una carta de Clow. Es troben amb la nena d’abans i van cap allà, però si fan el mínim soroll, la carta els torna al pati del museu i han de tornar a començar. Finalment aconsegueixen atrapar-la i la nena veu com el quadre torna a ser l’original. El que no sap la Sakura és que algú els observa i ho ha vist tot… |    | |                        |                            |
| 8 | 8  | El rival de la Sakura Sakura no Raibaru, Tōjō! (さくらのライバル、登場!)                                      | 26 de maig de 1998     | 27 de setembre de 2000     |
| La Sakura té el mateix somni que el dia que va conèixer en Kero. En aquest cas hi apareix un noi. A l’escola arriba un alumne nou d’intercanvi que resulta ser el del somni: en Shaoran Li. En Shaoran li demana a la Sakura que li doni les cartes de Clow i ella s'hi nega. Més tard, comencen a haver-hi tempestes elèctriques provocades per una carta i la Sakura la vol atrapar, però també hi apareixerà en Shaoran Li… |    | |                        |                            |
| 9 | 9  | La Sakura i l'agulla misteriosa Sakura to Fushigi na Burōchi (さくらとふしぎなブローチ)                       | 2 de juny de 1998      | 28 de setembre de 2000     |
| La Sakura i les seves amigues van a una botiga a comprar agulles de solapa. Un cop a casa de la protagonista, l'agulla que ha comprat la Rika resulta ser la carta de Clow de l'espasa i la posseeix. La carta ataca la Sakura i hi intervé en Shaoran. Finalment la Sakura captura la carta. Sembla que té un rival en la lluita del seu amor per en Yukito... |    | |                        |                            |
| 10 | 10 | La Sakura i les flors del dia de l'esport Sakura to Hana no Undōkai (さくらと花の運動会)                      | 16 de juny de 1998     | 29 de setembre de 2000     |
| Arriba el dia de l’esport a l’escola Tomoeda on fan tota mena d’activitats. Resulta que les mares de la Sakura i la Tomoyo eren cosines i la Sonomi no suporta en Fujitaka ja que l’acusa d’haver-li robat la cosina i amiga. Mentrestant la carta de la flor ho cobreix tot de pètals i si la Sakura no ho impedeix l’escola quedarà colgada. |    | |                        |                            |
| 11 | 11 | La Sakura, la Tomoyo i la gran mansió Sakura to Tomoyo to Ookina Ouchi (さくらと知世と大きなお家)             | 23 de juny de 1998     | 2 d'octubre de 2000        |
| La Tomoyo convida la Sakura a la seva mansió. Allà parlen amb la Sonomi que els explica coses sobre la Nadeshiko quan era jove. En acabat, la Tomoyo li explica a la seva amiga que el motiu pel qual l'ha convidada és que no pot obrir una capsa de records. En Kero confirma que es tracta de la carta de l'escut. |    | |                        |                            |
| 12 | 12 | El dia inacabable de la Sakura Sakura no Owara nai Ichinichi (さくらの終わらない一日)                         | 30 de juny de 1998     | 3 d'octubre de 2000        |
| La Sakura té examen de flauta, després parla amb la Tomoyo al pati de l'escola mentre en Shaoran rep una pilota dels que juguen a futbol i marca un gol. L'endemà torna a tenir examen de flauta i... el dia es repeteix. Per evitar viure el mateix dia cada dia ha d'atrapar la carta del temps que hi ha a la torre del rellotge. Un cop allà troben en Shaoran i quan la carta del temps s'intenta escapar, en Shaoran l'atura amb un encanteri i captura la seva primera carta. |    | |                        |                            |
| 13 | 13 | Sakura i la prova de força de l'elefant Sakura to Zō no Chikara Kurabe (さくらとゾウの力くらべ)               | 7 de juliol de 1998    | 5 d'octubre de 2000        |
| A primera hora del matí surt la notícia que el pingüí del parc està capgirat. La Sakura va al zoo d’excursió amb l’escola i ha d’estudiar els elefants. Allà sent unes passes gegants i un elefant és aixecat. Es tracta de la carta de la força. En Shaoran l’ajuda sense que ella ho sàpiga. |    | |                        |                            |
| 14 | 14 | La Sakura, en Toya i la Ventafocs Sakura to Tōya to Cinderella (さくらと桃矢とシンデレラ)                     | 14 de juliol de 1998   | 6 d'octubre de 2000        |
| la Sakura, la Tomoyo i en Shaoran van al festival de l’institut d’en Toya i en Yukito on representa l’obra de teatre “La Ventafocs”. A meitat de l’obra, s'omple tot d’una boira que destrueix tot allò que toca posant en risc el germà de la Sakura. Finalment la carta és atrapada per la Sakura. |    | |                        |                            |
| 15 | 15 | La gran discussió d'en Kero i la Sakura Sakura to Kero no Oogenka (さくらとケロの大げんか)                    | 21 de juliol de 1998   | 9 d'octubre de 2000        |
| Comença el capítol amb la Sakura i en Shaoran atrapant la carta del temps (clima), que li pertany al segon. Un cop a casa, en Kero i la Sakura comencen a discutir per coses sense importància. L’endemà en Kero no hi és i el recull una nena anomenada Akane que el cuida. Mentrestant la Sakura i la Tomoyo el busquen. La carta flotadora apareix en escena i posa en perill l’Akane, però la Sakura la salva en el darrer instant i en Kero torna a casa. |    | |                        |                            |
| 16 | 16 | La Sakura i tot un arc de records Sakura to Omoide no Niji (さくらと思い出の虹)                               | 4 d'agost de 1998      | 10 d'octubre de 2000       |
| La Sakura va de vacances amb la seva família. A la casa del davant d’on s'estan coneix un senyor amb el qual fa una bona amistat. Descobreix que la neta del senyor va morir. Abans de marxar, la Sakura li demana al senyor un últim favor: que surti al balcó de casa. Allà hi veu un arc de sant martí i es descobreix que la Sonomi Daidoji és la neta d’aquest senyor i, per tant, la Sakura n’és la besneta. La difunta neta del senyor era la Nadesiko. |    | |                        |                            |
| 17 | 17 | La terrorífica prova de valentia Sakura no Kowai Kimodameshi (さくらのこわーいきもだめし)                     | 11 d'agost de 1998     | 11 d'octubre de 2000       |
| La Sakura va de colònies a la platja amb l’escola. Juntament amb les seves amigues fan diferents activitats i a la nit comenten que el dia següent han de fer la prova de valentia. Arribat el dia de la prova, han d’anar al fons d’una gruta i tornar. Pel camí, la Sakura i la Tomoyo no es troben amb ningú que torni i senten cridar la Chiharu, que diu que la Naoko ha desaparegut. Tothom comença a desaparèixer a causa de la carta esborradora. |    | |                        |                            |
| 18 | 18 | La Sakura, en Yukito i la fira d'estiu Sakura to Yukito no Natsumatsuri (さくらと雪兎と夏祭り)                | 18 d'agost de 1998     | 12 d'octubre de 2000       |
| La Sakura va a comprar i es troba en Yukito que la convida a prendre un tè. En acabat, van a casa la Sakura juntament amb en Toya i acorden anar a la fira de nit, juntament amb la Tomoyo. Tots quatre es dirigeixen al santuari de Tsukimine on fan la fira. En Toya sembla preocupat per algun motiu. En Yukito i la Sakura van a passejar i troben unes llums que cauen com la pluja, just com un somni que ha tingut la nit anterior. Aleshores la Sakura captura la carta brillant sense cap dificultat. |    | |                        |                            |
| 19 | 19 | Els deures de vacances d'estiu de la Sakura Sakura to Natsuyasumi no Shukudai (さくらと夏休みの宿題)          | 1 de setembre de 1998  | 13 d'octubre de 2000       |
| A la Sakura li queden tots els deures d’estiu per fer. Demana ajuda al seu germà per fer el treball de manualitats i va a la biblioteca per fer la ressenya d’un llibre. Escull el llibre del porquet per ser el més prim, però no el troba malgrat que n’hi ha un exemplar a la biblioteca. Tant ella com la Tomoyo com en Shaoran busquen el llibre que va apareixent i desapareixent contínuament per tot arreu. Després de molt perseguir-la, aconsegueixen atrapar la carta que mou. Finalment, acaben anant a casa d’en Shaoran i s'hi presenta la Mei Lin, la seva cosina… |    | |                        |                            |
| 20 | 20 | L'alumna que es baralla amb la Sakura Sakura to Tatakau Tenkousei (さくらとたたかう転校生)                    | 8 de setembre de 1998  | 16 d'octubre de 2000       |
| Comença un nou curs a l’escola Tomoeda i arriba una alumna nova a la classe, la Mei Lin Li, cosina d’en Shaoran. En els últims dies hi ha una dona que desafia a lluitadors experts. La Sakura va a caçar la carta però es troba amb la nova companya de classe i apareix la carta lluitadora, que desafia la Mei Lin. La Sakura atrapa la carta i salva a la Mei Lin, que li té jurada. |    | |                        |                            |
| 21 | 21 | La llarga marató de la Sakura Sakura no Nagai Marason Taikai (さくらのながーいマラソン大会)                   | 15 de setembre de 1998 | 17 d'octubre de 2000       |
| La Sakura i la seva classe es preparen per la marató de finals de setmana. Quan arriba el dia, comencen la cursa fins que arriba un moment que a ella i els seus companys tenen la sensació que fan voltes en cercle, per culpa de la carta del circuit tancat. |    | |                        |                            |
| 22 | 22 | La Sakura i el seu bon pare Sakura to Yasashii Otousan (さくらとやさしいお父さん)                             | 22 de setembre de 1998 | 18 d'octubre de 2000       |
| En Toya i la Sakura acorden assumir totes les tasques del seu pare perquè té molta feina a la universitat on treballa. Per ajudar, la Sakura li porta menjar a la feina on coneix els seus ajudants. Tant ells com el seu pare es van quedant adormits de tant en tant per culpa de la carta de la son. Finalment el pare de la Sakura pot acabar la feina amb èxit. |    | |                        |                            |
| 23 | 23 | La Sakura, la Tomoyo i una cançó preciosa Sakura to Tomoyo to Suteki na Uta (さくらと知世とすてきな歌)        | 29 de setembre de 1998 | 19 d'octubre de 2000       |
| Córre el rumor que hi ha un fantasma a l’àula de música de l’escola. La Sakura, la Tomoyo, en Kero, en Shaoran i la Mei Lin van a investigar què passa fins que veuen que es fruit de la carta de la cançó. Per atrapar-la, la Tomoyo comença a cantar perquè la carta es manifesti. |    | |                        |                            |
| 24 | 24 | La petita aventura de la Sakura Sakura no Chiisa na Daibouken (さくらの小さな大冒険)                          | 6 d'octubre de 1998    | 20 d'octubre de 2000       |
| La Tomoyo porta un pastís a ca la Sakura quan senten una carta de Clow. Quan van a investigar què passa, la carta petita redueix la Sakura a la mida d’un insecte i la persegueix per tota la casa per tal d’atrapar-la. Finalment, amb l’ajuda d’en Kero l’aconsegueixen estabornir i atrapar. Finalment es poden menjar el pastís juntament amb en Toya i en Yukito. |    | |                        |                            |
| 25 | 25 | La doble de la Sakura Sakura to Mō Hitori no Sakura (さくらともう一人のさくら)                                | 13 d'octubre de 1998   | 23 d'octubre de 2000       |
| Les amigues de la Sakura l’alerten que hi ha una doble igual que ella que es dedica a fer malifetes. Per aturar-ho, la Sakura persegueix la carta de Clow que posa en perill el seu germà Toya, fent-lo caure d’un penya-segat. Tot i això, en Toya està decidit a ajudar la doble de la seva germana. Penedida, la carta facilita a la Sakura ser capturada. Fora de casa la Sakura, hi ha una dona misteriosa de cabells vermells que l’observa… |    | |                        |                            |
| 26 | 26 | Sakura i la bonica professora Sakura to Suteki na Sensei (さくらとすてきな先生)                               | 20 d'octubre de 1998   | 24 d'octubre de 2000       |
| La Sakura i la seva classe tenen una nova professora de matemàtiques: la senyoreta Mitsuki. A en Shaoran li fa mala espina ja que nota que té poder màgic. Més tard, al santuari de Tsukimine, la Sakura, la Tomoyo, en Shaoran i la Mei Lin es topen amb la carta laberint, que no desapareixerà fins que en puguin sortir. A casa la Sakura estan preocupats i surten a buscar-la. Al laberint, la senyoreta Mitsuki apareix i indica la sortida del laberint als nens. La Sakura atrapa la carta tot i la presència de la professora. En Toya arriba al santuari i sembla conèixer la senyoreta Mitsuki… En Shaoran adverteix la Sakura que vagi amb compte. |    | |                        |                            |
| 27 | 27 | Sakura i el santuari dels records Sakura to Omoide no Jinja (さくらと思い出の神社)                            | 27 d'octubre de 1998   | 25 d'octubre de 2000       |
| La Sakura torna a tenir un altre somni a la torre de Tòquio on hi apareix en Kero i la nova professora de cabells vermells. El pare de la Sakura se sorprèn en saber que la senyoreta Mitsuki ha tornat, ja que en el passat va ser professora d’en Toya. A la nit en Kero es desperta per la forta presència d’una carta de Clow i hi va amb la Sakura. Arriben al temple de Tsukimine i es troben amb en Shaoran on tenen una conversa dels sentiments que tenen per la professora i en Yukito. De sobte un arbres'empassa la Sakura i en Kero ho atribueix a la carta del retorn. A l’altre costat, la Sakura veu una escena del passat entre el seu germà Toya i la Kaho Mitsuki: es descobreix que van sortir junts fins que la Mitsuki va marxar a l’estranger. Finalment la Sakura pot tornar al present amb l’ajut d’en Shaoran i captura la carta del retorn. La senyoreta Mitsuki s'ho mira de lluny amb un lleu somriure. |    | |                        |                            |
| 28 | 28 | Sakura i les cartes màgiques Sakura to Omajinai Kādo (さくらとおまじないカード)                               | 3 de novembre de 1998  | 26 d'octubre de 2000       |
| A la botiga de la Maki hi ha unes cartes semblants a les cartes de Clow molt populars entre la Sakura i les seves amigues. La Mei Lin, per guanyar-se l’afecte d’en Shaoran en compra una que resulta ser una autèntica carta de Clow: la carta de disparar. Aquesta perillosa carta comença a atacar en Shaoran fins que la Sakura l’aconsegueix atrapar. |    | |                        |                            |
| 29 | 29 | Els pastissos de la Sakura Sakura no Amai Kukkingu (さくらのあまーいクッキング)                               | 10 de novembre de 1998 | 27 d'octubre de 2000       |
| A la classe d’economia domèstica, la Sakura i els seus companys han de fer un pastís. En el primer intent, tots els pastissos de la classe surten massa dolços. El dia següent fan un segon intent, mentre la senyoreta Mitsuki ho mira amb atenció. Finalment en Kero avisa la Sakura que es pot tractar d’una carta de Clow: la carta dolça. Finalment aconsegueixen atrapar-la tirant-li sal. |    | |                        |                            |
| 30 | 30 | La Sakura i la carta ferida Sakura to Kega wo Shita Kādo (さくらとケガをしたカード)                           | 17 de novembre de 1998 | 30 d'octubre de 2000       |
| La Sakura està persseguint una carta de Clow -la carta ràpida- quan de sobte es fereix i cau al pati d’una companya d’escola de la Sakura, que la troba i li cura les ferides. La Sakura no la pot atrapar en aquestes condicions. La carta ajuda a la seva cuidadora, la Rei, a guanyar en les competicions de velocitat. Finalment l’atrapa amb l’ajuda d’en Shaoran. |    | |                        |                            |
| 31 | 31 | La Sakura i el llibre sense títol Sakura to Namae no nai Hon (さくらと名前のない本)                           | 24 de novembre de 1998 | 31 d'octubre de 2000       |
| La Sakura i les seves amigues van a una llibreria de vell on la Naoko compra un llibre sense títol on indica que ha de continuar escrivint la història. Mentrestant la Sakura nota una carta de Clow i va a caçar-la juntament amb en Shaoran, la Tomoyo, en Kero i la Mei Lin. Després de trobar-se amb un gat gegant, atrapen la carta gran. Tot i així, continuen succeint fenòmens estranys, i és que la Naoko des de casa seva està escrivint el llibre. Allò que escriu es fa realitat a causa de la carta de la creació. La Sakura aconsegueix capturar-la. |    | |                        |                            |
| 32 | 32 | La Sakura, en Kero i en Shaoran Sakura to Kero to Syaoran to (さくらとケロと小狼と)                           | 1 de desembre de 1998  | 1 de novembre de 2000      |
| La Sakura, en Kero i en Shaoran estan capturant una carta de Clow, quan aquests dos últims s'intercanvien els cossos a causa dels poders de la carta del canvi. Per tornar als seus cossos originals han d’esperar tot un dia i intentar que ningú a casa ni a l’escola s'adoni del canvi. |    | |                        |                            |
| 33 | 33 | Congelació a la pista de patinatge Sakura no Samui Aisusukēto (さくらのさむーいアイススケート)                | 15 de desembre de 1998 | 2 de novembre de 2000      |
| La Sakura torna a tenir un somni en el que hi surt ella davant la torre de Tòquio on hi ha una persona de cabells llargs. En despertar-se li explica a en Kero i marxa cap a l’escola on avui tenen una excursió a la pista de patinatge de gel. En Kero sembla estar preocupat pel somni que li ha explicat… A la pista de gel tothom s'ho passa bé quan tothom comença a quedar congelat a causa de la carta del glaç. Tots menys la Sakura i en Shaoran que atrapen la carta queden congelats. La senyoreta Mitsuki, a qui la carta del glaç tampoc li afecta, s'ho mira tot sense intervenir… |    | |                        |                            |
| 34 | 34 | Sakura, Yukito i la lluna diürna Sakura to Yukito to Hiru no Tsuki (さくらと雪兎と昼の月)                     | 22 de desembre de 1998 | 3 de novembre de 2000      |
| Últimament en Kero sembla pensarós i preocupat. Avui la Sakura participa a un concurs amb en Yukito que es fa a Tomoeda. El concurs consisteix en passar un seguit de proves i aconseguir un relleu. A la darrera prova, la senyoreta Mitsuki li diu a la Sakura que vagi amb compte amb la lluna plena, mentre mostra cert interès per en Yukito. Finalment, la Sakura i en Yukito van al parc del pigüí on troben el relleu, però la Sakura cau marejada en recordar el somni de la torre de Tòquio. Finalment poden acabar el concurs i la Sakura es queda mirant la lluna plena fixament… |    | |                        |                            |
| 35 | 35 | El meravellós Nadal de la Sakura Sakura no Suteki na Kurisumasu (さくらのすてきなクリスマス)                  | 29 de desembre de 1998 | 6 de novembre de 2000      |
| S'acosta el dia de Nadal i la Sakura va al parc d’atraccions amb en Yukito. Allà coincideix amb en Shaoran i la Mei Lin i amb en Toya. La Tomoyo i en Kero també hi són. De sobte, comencen a cremar coses al parc a causa de la carta del foc. Gràcies a la captura de la carta en Kero recupera una part dels seus poders. Com de costum, la senyoreta Mitsuki els observa de lluny. |    | |                        |                            |

### Segona temporada
La segona temporada està formada per 11 episodis emesos originalment des del 6 d'abril fins al 22 de juny de 1999. L'opening d'aquesta temporada s'anomena Tobira wo Akete de ANZA i l'ending s'anomena Honey de Chihiro.
| Núm. | #  | Títol en català                                                                                                | Data d'estrena al Japó | Data d'estrena a Catalunya |
| --- | -- | --- | ---------------------- | -------------------------- |
| 36 | 1  | La Sakura, en Yukito i el nou curs escolar Sakura to Yuki no Shingakki (さくらと雪の新学期)                    | 6 d'abril de 1999      | 7 de novembre de 2000      |
| La Sakura torna a tenir el mateix somni recurrent. Avui comença un nou curs i, de camí cap a l’escola, en Yukito li regala un rellotge. La professora d’aquest curs serà la senyoreta Mitsuki, cosa que a en Shaoran no li agrada gens. De mica en mica la ciutat es va cobrint de neu fins que la Sakura surt a atrapar la carta de la neu, que fa que perdi el rellotge que li han regalat. Un cop atrapada la carta, en Shaoran la consola dient-li que l’ajudarà a buscar-lo quan apareix la senyoreta Mitsuki que li dona, argumentant que se l’ha trobat. |    | |                        |                            |
| 37 | 2  | La Tomoyo perd la veu Sakura to Kieta Tomoyo no Koe (さくらと消えた知世の声)                                   | 13 d'abril de 1999     | 8 de novembre de 2000      |
| La Tomoyo perd la veu a causa d’una carta de Clow i la Sakura i en Shaoran fan tot el possible per ajudar-la. La Tomoyo fa saber a en Shaoran que mira tota l’estona a la Sakura. Finalment aconsegueixen atrapar la carta de la veu i la Tomoyo aconsegueix recuperar-se. |    | |                        |                            |
| 38 | 3  | La Sakura va a collir maduixes Sakura no Tanoshii Ichigo Kari (さくらの楽しいいちご狩り)                       | 20 d'abril de 1999     | 9 de novembre de 2000      |
| La classe de la Sakura va d’excursió a collir maduixes. Allà, en Shaoran nota una carta de Clow davant d’una porta i se n’adona que la senyoreta Mitsuki l’observa. Més tard la Sakura, la Tomoyo, en Shaoran i la Mei Lin entren per la porta d’abans i queden tancats per culpa de la carta del cadenat. Mentre busquen una clau per poder obrir, la Sakura veu a l’altre costat de la finestra la senyoreta Mitsuki que s'assenyala el coll per indicar-li que faci servir la clau màgica que porta penjada. Finalment aconsegueixen obrir el cadenat i atrapar la carta. |    | |                        |                            |
| 39 | 4  | Un dia de febre Sakura no Furafura Netsuyoubi (さくらのふらふら熱曜日)                                         | 27 d'abril de 1999     | 10 de novembre de 2000     |
| És un dia plujós. La Sakura va a l’escola tot i estar malalta. La senyoreta Mitsuki li fa saber a en Toya. Un cop a casa, la Sakura s'escapa per anar a atrapar la carta de Clow del núvol que és la responsable de la pluja que cau i perquè en Toya no sàpiga que surt deixa la carta mirall. En Toya se n’adona. |    | |                        |                            |
| 40 | 5  | La Sakura i la Sakura del somni Sakura to Yume no Naka no Sakura (さくらと夢の中のさくら)                      | 11 de maig de 1999     | 13 de novembre de 2000     |
| La Sakura ha quedat amb la Tomoyo, en Shaoran i la Mei Lin per passar la tarda. Ella li explica a en Shaoran el somni recorrent que té a la torre de Tòquio. En un moment donat, la Sakura comença a tenir una estranya sensació i a confondre somnis i realitat. En ells, es veu a ella mateixa dient-se que tot anirà bé. Finalment atrapa la carta dels somnis amb l’ajuda dels seus amics. En Kero l’adverteix que els somnis d’aquesta carta són premonitoris. La senyoreta Mitsuki ho ha vist tot. |    | |                        |                            |
| 41 | 6  | La Sakura, en Shaoran i el mar de sorra Sakura to Syaoran to Suna no Umi (さくらと小狼と砂の海)                | 18 de maig de 1999     | 14 de novembre de 2000     |
| La senyoreta Mitsuki proposa als seus alumnes fer una obra de teatre pel proper festival. En el moment de repartir els papers li diu a en Shaoran que ja falta molt poc. En Kero li diu a la Sakura que anirà al festival per conèixer la mestra. La Sakura i en Shaoran queden per assajar junts a l’escola quan noten una carta de Clow. El pati s'omple de sorra fins que aconssegueixen atrapar-la. En Shaoran sospita han fet aparèixer la carta deliberadament. La professora dels nois s'ho mira i diu: no falta gaire. |    | |                        |                            |
| 42 | 7  | Un festival a les fosques Sakura no Makkura Gakugeikai (さくらのまっくら学芸会)                                | 25 de maig de 1999     | 15 de novembre de 2000     |
| Arriba el dia del festival on estrenen l’obra de teatre de la Bella dorment. La Sakura fa de príncep i en Shaoran de princesa. L’obra és tot un èxit quan just al final tot queda a les fosques a causa de la carta de la foscor. Malgrat tot, la carta de la llum il·lumina la Sakura i les atrapa a les dues mentre li diuen que en Yue farà el judici final. I que recordi les paraules “tot anirà bé”. En Kero, el guardià del sol nota la presència d’en Yue, el guardià de la Lluna. La senyoreta Mitsukiha vist tot el que ha passat i repeteix que tot anirà bé. |    | |                        |                            |
| 43 | 8  | La Sakura i el comiat de la Mei Lin Sakura no Sayonara Meilin (さくらのさよなら苺鈴)                           | 1 de juny de 1999      | 16 de novembre de 2000     |
| La Mei Lin rep una trucada de l seva mare: ha de tornar a Hong Kong i marxar del Japó. La Sakura la convida a dormir a casa seva per animar-la. De sobte apareix la carta bessona i la Mei Lin i en Shaoran se sincronitzen per atrapar-la. Finalment arriba el dia del comiat. |    | |                        |                            |
| 44 | 9  | La Sakura, en Kero i la professora misteriosa Sakura to Kero to Fushigi na Sensei (さくらとケロと不思議な先生) | 8 de juny de 1999      | 17 de novembre de 2000     |
| La Sakura torna a tenir el somni de la torre de Tòquio. Aquest cop s'hi afegeix una persona amb ales de cabells platejats. En Kero se sorprèn quan la Sakura li explica. Ella, la Tomoyo i en Shaoran queden per anar a veure en Yukito a una competició de tir amb arc. En Kero s'hi afegeix i els diu que només queda una carta per atrapar. Sorprenentment, la senyoreta Mitsuki també està tirant amb arc. En Kero sent la presència de la lluna i veu a la mestra de la Sakura. Ella se n’adona. Mentre dinen, la Sakura se n’adona que en Kero ha desaparegut. Ha anat amb la senyoreta Mitsuki i parlen sobre en Yue i el judici final que ha de passar la Sakura. La Sakura els descobreix parlant. Més endavant es troben en Toya que sembla preocupat i diu coses amb la senyoreta Mitsuki que sembla que tinguin un significat amagat. En Kero cada cop sembla més preocupat. La mestra li vol fer una pregunta a en Yukito quan apareix una carta de Clow: l’última. |    | |                        |                            |
| 45 | 10 | Sakura i l'última carta de Clow Sakura to Saigo no Kurou Kaado (さくらと最後のクロウカード)                    | 15 de juny de 1999     | 20 de novembre de 2000     |
| Els poders de la carta no afecten a la senyoreta Mitsuki, que protegeix en Yukito, que està adormit per la carta de la son, i a la Tomoyo. Després d’una intensa lluita, la Sakura aconsegueix atrapar la carta de la terra. En Kero recupera la seva forma veritable. Comença el judici final: en Yukito tenia a dins en Yue, el guardià de la lluna. En Yue sotmet a en Shaoran al judici final i no el supera. És el torn de la Sakura. El somni recurrent que tenia a la torre de Tòquio es fa realitat. |    | |                        |                            |
| 46 | 11 | Sakura i el judici final Sakura to Saigo no Shinpan (さくらと最後の審判)                                       | 22 de juny de 1999     | 21 de novembre de 2000     |
| Comença la prova de la Sakura. En Yue li demana que lluiti amb totes les seves cartes contra ell. Tot i que ho intenta, sembla que arriba un moment en què perdrà. És llavors quan apareix la senyoreta Mitsuki amb la seva campana i s'allibera. Aleshores diu que tot anirà bé i la vara que havia tingut fins aleshores canvia de forma. Aconsegueix derrotar en Yue amb la carta del vent. Finalment, la Sakura és reconeguda com a nova senyora de les cartes. La senyoreta Mitsuki i en Toya s'ho miren tot de lluny. Tal com li diu en Toya a la mestra, ja sabia que en Yukito no era humà. En Kero i en Yue decideixen quedar-se una temporada més amb la Sakura per tal d’ajudar-la. |    | |                        |                            |

### Tercera temporada
La tercera temporada està formada per 24 episodis emesos originalment des del 7 de setembre de 1999 fins al 21 de març de 2000. L'opening d'aquesta temporada s'anomena Platinum de Maaya Sakamoto i l'ending s'anomena Fruits Candy de Megumi Kojima.
| Núm. | #  | Títol en català                                                                                                   | Data d'estrena al Japó | Data d'estrena a Catalunya |
| --- | -- | --- | ---------------------- | -------------------------- |
| 47 | 1  | La Sakura i l'alumne misteriós Sakura to Fushigi na Tenkousei (さくらと不思議な転校生)                            | 7 de setembre de 1999  | 22 de novembre de 2000     |
| Un nou curs escolar comença a l’escola de Tomoeda. Des dels fets ocorreguts en el judici final hi ha molts canvis: la senyoreta Mitsuki ha marxat al Regne Unit, hi ha un alumne nou a la classe de la Sakura que es diu Eriol Hiragisawa, una alumna nova a la classe d’en Toya: la Nakuru. En Shaoran tenia pensat marxar a Hong Kong, però s'hi repensa veient les persones que ronden la Sakura i ho deixa per més endavant. Plou a la ciutat de Tomoeda i la Sakura va a investigar-ho. Malauradament, la Sakura no pot fer servir els seus poders per algun motiu inexplicable. |    | |                        |                            |
| 48 | 2  | Sakura i el despertar de la clau de l'estrella Sakura to Mezameta Hoshi no Kagi (さくらとめざめた星の鍵)          | 14 de setembre de 1999 | 23 de novembre de 2000     |
| Segueix caient pluja constantment. En Shaoran li diu a la Sakura que això és obra d’algú amb més poders que ells. La Sakura compleix i porta en Yukito a casa per tal que en Kero pugui parlar amb en Yue. Tots surten de casa per intentar frenar la pluja. Després de moltes dificultats, la Sakura utilitza una fórmula diferent per utilitzar la clau màgica i converteix la carta de Clow del foc en una carta Sakura. Així aconsegueix posar fi a la pluja incessant. De lluny, l’Eriol Hiragisawa juntament amb dos guardians han sigut testimonis del que ha passat. |    | |                        |                            |
| 49 | 3  | Sakura i el piano perillós Sakura to Kiken na Piano (さくらとキケンなピアノ)                                      | 21 de setembre de 1999 | 24 de novembre de 2000     |
| La Sakura va molt cansada a causa dels nous poders que fa servir. L’endemà, ja a l’escola, ella i la Tomoyo van a la classe del piano ja que l’Eriol l’està tocant. Mentre ho fa sembla que el manipula màgicament. Més tard el piano ataca la Sakura, la Tomoyo i en Shaoran. Per arreglar la situació la Sakura converteix una nova carta, mentre l’Eriol s'ho mira amb els seus dos guardians. |    | |                        |                            |
| 50 | 4  | La Sakura, en Shaoran i el fil invisible Sakura to Syaoran to Mienai Ito (さくらと小狼とみえない糸)               | 28 de setembre de 1999 | 27 de novembre de 2000     |
| La Sakura està capficada amb els últims succesos que estan passant, ja que un cop atrapades totes les cartes ja no hauria de passar res ni tampoc notar la presència d’en Clow Reed. Després de l’escola, ella, la Tomoyo i en Shaoran i l’Eriol van a comprar material per fer ossets de peluix, ja que es diu que qui regali un osset de peluix a la persona que li agrada, l’altra persona li correspondrà. Un cop a casa, la Sakura i en Kero noten la presència d’en Clow Reed i van a investigar què passa juntament amb la Tomoyo i en Shaoran. Aquest últim, comença a atacar la Sakura ja que uns fila invisibles l’obliguen. Finalment la Sakura talla els fils convertint una altra carta. Es descobreix que l’Eriol és el responsable de tots els fets que passen últimament juntament amb els seus dos guardians: l’Spiner Sun i la Rubi Moon, que en la seva forma terrestre és la Nakuru Akizuki, companya de classe d’en Toya. |    | |                        |                            |
| 51 | 5  | La Sakura i el gran ós de peluix Sakura to Ooki na Nuigurumi (さくらと大きなぬいぐるみ)                           | 5 d'octubre de 1999    | 28 de novembre de 2000     |
| En Shaoran ha acabat el seu ós de peluix i sembla que va aclarint els seus sentiments cap a la Sakura en detriment d’en Yukito. La Sakura també ha acabat el seu ós i va a casa d’en Yukito per donar-li mentre la Tomoyo ho filma tot. Just en aquell moment, l’ós es torna gegant i comença un combat. Finalment troben el punt feble i el derroten. En Yue sembla haver vist l’Eriol. |    | |                        |                            |
| 52 | 6  | La premonició de les ovelles Sakura no Hitsuji Chuuihou?! (さくらのひつじ注意報?!)                                | 12 d'octubre de 1999   | 29 de novembre de 2000     |
| La Sakura segueix cansada. A casa, rep la visita d’en Yukito, perquè en Yue vol parlar amb en Kero. De sobte senten la presència d’en Clow Reed i van al parc del pingüí: ha aparegut un forat on la Sakura hi entra. Resol el problema i torna el pingüí al seu lloc. |    | |                        |                            |
| 53 | 7  | La Sakura i la bici espantadissa Sakura to Panikku Jitensha (さくらとパニック自転車)                              | 19 d'octubre de 1999   | 30 de novembre de 2000     |
| L’Eriol ajuda la Sakura a escombrar el patí de casa i aprofita per manipular la bicicleta d’en Toya. Més tard, ja a l’habitació la Sakura parla amb en Kero i ell li diu que les cartes que no converteixi passaran a ser cartes normals i corrents. Per evitar-ho, la Sakura teansforma bastantes cartes de cop tot i que cau rendida de cansament i en Kero s'enfada ja que li diu que no ho pot fer així. La carta ràpida s'espanta i agafa la bicicleta d’en Toya i s'escapa. La Sakura avisa la Tomoyo i en Shaoran i van a aturar la carta pelgats. |    | |                        |                            |
| 54 | 8  | La Sakura i el calendari de records Sakura to Omoide no Karendaa (さくらと思い出のカレンダー)                     | 26 d'octubre de 1999   | 1 de desembre de 2000      |
| El pare de la Sakura troba un calendari de la Nadesiko, la seva digunta dona, i li dona a la Sakura. Paral·lelament en Toya recorda com tocava el piano al costat de la seva mare quan era petit. Al calendari hi ha apuntat l’aniversari del besavi de la Sakura. Ella vol seguir la tradició de la seva mare i li prepara un regal. La Sonomi, serà l’encarregada de portar-lo al seu destinatari. En Fujitaka rep una trucada per citar-se amb el besavi de la Sakura que vol disculpar-se per oposar-se al matrimoni de la seva neta. |    | |                        |                            |
| 55 | 9  | La Sakura i la Sakura del país de les meravelles Sakura to Fushigi no Kuni no Sakura (さくらと不思議の国のさくら) | 2 de novembre de 1999  | 4 de desembre de 2000      |
| Els alumnes de la classe han de llegir un llibre i fer-ne un treball posterior. El llibre que escull la Sakura és el d'Alícia al país de les meravelles. L’Eriol fa que la Sakura entri dins del llibre mentre en Shaoran i la Tomoyo l’intenten ajudar des de l’altra banda. La Sakura va passant diferents parts de l’aventura del llibre fins que aconsegueix sortir-ne. |    | |                        |                            |
| 56 | 10 | La Sakura, en Kero i una trobada molt dolça Sakura to Kero no Okashina Deai?? (さくらとケロのお菓子な出会い??)    | 9 de novembre de 1999  | 5 de desembre de 2000      |
| A l’escola fan un festival on la Sakura i la seva classe s'encarreguen dels dolços dels convidats. En Kero hi va per poder menjar, però es troba amb l’Spiner que tem que l’hagi reconegut. No és així. Quan en Kero li dona dolços a l’Spiner, aquest perd el control i comença a devorar totes les pastes i galetes que hi ha. Finalment en Kero l’atura i ho soluciona, però la Sakura es pensa que ha sigut ell i no l’Spiner. |    | |                        |                            |
| 57 | 11 | La Sakura, en Shaoran i l'ascensor Sakura to Syaoran to Erebeetaa (さくらと小狼とエレベーター)                    | 16 de novembre de 1999 | 6 de desembre de 2000      |
| En Shaoran mira l’ós de peluix que va fer i pensa en la Sakura. Queda amb la Sakura i la Tomoyo per anar a una exposició de peluixos on també hi acaba anant l’Eriol. A en Shaoran no li fa cap gràcia, ja que no confia en l’Eriol. Finalment arriben a l’exposició i hi passen l’estona. Quan prenen alguna cosa en una cafeteria, la Sakura s'assabenta que en Shaoran va comprar material per fer un osset de peluix i li pregunta si li ha regalat a algú. Ell avergonyit, marxa cap a l’ascensor per anar cap a casa i l’Eriol els tanca a ell i la Sakura. La Sakura cau per un forat creat per l’Eriol i en Shaoran la crida amb totes les seves forces. Sortisament la Sakura converteix la carta flotant i no pren mal. Més tard la Sakura li agraeix a en Shaoran tot el que ha fet. En Shaoran ja té clar que li agrada la Sakura. |    | |                        |                            |
| 58 | 12 | La Sakura i un problema doble Sakura to Futari no Dai Pinchi (さくらと二人の大ピンチ)                             | 30 de novembre de 1999 | 7 de desembre de 2000      |
| L’episodi comença amb la Sakura investigant la presència d’en Clow Reed. Finalment no veuen res estrany i decideix tornar a casa, però en Kero i en Yue no poden tornar a la seva altra forma a conseqüència d’un encanteri de l’Eriol. Els dos guardians passen el dia a casa la Sakura mentre ella fa tasques de la casa i aprofita per convertir algunes cartes per anar més ràpid. Finalment a la Sakura se li acut fer servir la carta de l’escut per fer que en Kero i en Yue es puguin transformar. En Kero segueix preguntant-se què passa últimament… |    | |                        |                            |
| 59 | 13 | La Sakura, la Tomoyo i la trampa de la pilota Sakura to Tomoyo to Booru no Wana (さくらと知世とボールの罠)        | 7 de desembre de 1999  | 8 de desembre de 2000      |
| En Yukito cada cop se sent més dèbil. Es troba amb l’Eriol i en Yue surt ràpid per parlar amb ell, però l'Eriol fa que es desmaiï. En Shaoran és a casa la Tomoyo. Ella li comenta que li digui a la Sakura que li agrada, ja que si no no ho sabrà mai. La Sakura surt d’emprovar-se els vestits i quan sembla que en Shaoran li confessarà els seus sentiments senten la presència d’en Clow Reed. Van a l’escola de Tomoeda i els ataca una pilota quan de sobte les classes i els passadissos sembla que s'hagin barrejat sense cap ordre lògic. La Tomoyo es queda sola i per trobar-la la Sakura s'empesca una estratègia per trobar-la. |    | |                        |                            |
| 60 | 14 | La Sakura i una bona amiga Sakura to Taisetsu na Otomodachi (さくらと大切なお友達)                                | 14 de desembre de 1999 | 11 de desembre de 2000     |
| En Shaoran vol parlar amb la Mei Lin per dir-li que li agrada la Sakura i no trencar la promesa que li va fer a la de Hong Kong. La Mei Lin arriba inesperadament i queden després de classe per anar a fer una volta. Quan passen per davant del parc del Pingüí comencen a ser atacats fina que la Sakura converteix una nova carta. La Mei Lin se n’adona que en Shaoran està més preocupat per la Sakura que per ella. Arriba el moment en què tots dos parlen. En Shaoran li diu que li agrada la Sakura i la Mei Lin ho accepta, tot i que prefereix anar a casa la Tomoyo per desfogar-se. L’endemà a l’aeroport en Shaoran arriba a temps per acomiadar-se d’ella i la Mei Lin l’encoratja a parlar amb la Sakura. |    | |                        |                            |
| 61 | 15 | La Sakura, la carta i els regals Sakura to Kaado to Purezento (さくらとカードとプレゼント)                        | 21 de desembre de 1999 | 12 de desembre de 2000     |
| En Kero sospita que en Toya l’ha descobert. En Yukito segueix cansat a causa dels poders màgics d’en Yue i en Toya intenta dir-li per enèsima vegada que ho sap tot, però la Nakuru l’interromp com sempre. S'acosta Nadal i la Sakura comença a pensar els regals que farà. L’Eriol torna a fer-ne de les seves i la Sakura envia la carta mirall a comprar amb en Toya els regals de Nadal. Ell se n’adona. juntament amb en Shaoran, la Sakura resol els problemes que havia creat l’Eriol i transforma més cartes. |    | |                        |                            |
| 62 | 16 | La Sakura i l'estranya predicció Sakura to Fushigi na Omikuji (さくらと不思議なおみくじ)                          | 4 de gener de 2000     | 13 de desembre de 2000     |
| És el primer dia de l’any. La Sakura i la seva família van al temple on troben la Tomoyo i la Sonomi. Més tard van a una paradeta per que els facin una predicció per l’any que comencen: es troben l’Eriol que li dona a la Sakura una predicció manipulada on hi posa “Trobaràs la veritat al primer somni d’any nou”. En Toya va a casa d’en Yukito, ja que no s'ha presentat al temple i està preocupat. Quan arriba a casa seva el troba desmaiat a causa dels poders d’en Yue. Veu com una ma li està desapareixent. La Tomoyo i la Sakura van a casa d’en Shaoran. Aquella nit la Sakura somnia que és al temple de Tsukimine amb el cel enfosquit i hi veu tres ombres que li resulten familiars… |    | |                        |                            |
| 63 | 17 | La Sakura, la piscina i l'onada gegant Sakura to Puuru to Ookina Nami (さくらとプールと大きな波)                  | 11 de gener de 2000    | 14 de desembre de 2000     |
| La Sakura va a la piscina amb tots els seus amics. Quan van a la cafeteria a prendre el famós refresc de vainilla troben que en Toya, en Yukito i la Nakuru treballen allà. En Toya veu com la ma d’en Yukito torna a semidesaparèixer. En Kero ha anat d’amagat a la piscina dins la bossa de la Sakura. Quan ella li recrimina noten novament la presència d’en Clow Reed i comencen a succeir episodis violents dins l’aigua, posant la Rika en perill. La Sakura finalment ho resol transformant una nova carta. |    | |                        |                            |
| 64 | 18 | La Sakura i la classe d'esquí Sakura to Fubuki no Sukii Kyoushitsu (さくらと吹雪のスキー教室)                     | 18 de gener de 2000    | 15 de desembre de 2000     |
| La classe de la Sakura va a esquiar. Quan arriba la nit expliquen històries de por i l’Eriol explica la història de la dona de la neu. La Sakura no pot dormir i surt a fer un tomb. Es troba amb en Shaoran. Parlen sobre a qui li donarà l’ós de peluix en Shaoran. L’endemà comença a nevar i la Sakura i l’Eriol pugen al telecadira per baixar una pista vermella. La nevada s'intensifica. Els seus companys estan cada cop més preocupats. La Sakura i l’Eriol arriben a dalt i els sorprèn una allau. Per aturar-la, fa servir la carta del temps i la converteix, però es desmaia a causa dels poders de la carta del temps. L’Eriol atura l’allau i tornen cap a baix amb la resta de la classe. |    | |                        |                            |
| 65 | 19 | La Sakura, en Yukito i el poder que s'esvaeix Sakura to Yukito to Kieyuku Chikara (さくらと雪兎と消えゆく力)      | 15 de febrer de 2000   | 18 de desembre de 2000     |
| En Toya i en Yukito estan fent una pel·lícula sota les ordres de la Nakuru. La Sakura ho veu i també li permeten participar. En Yukito cada cop està més cansat. La Sakura s'adona que en Yukito està desapareixent. L’endemà comencen a filmar a casa de l’Eriol, que ha cedit la casa per fer el film. A l’última escena en Yukito s'adormal marge d’un balcó i cau al buit. La Sakura el salva. Un cop recuperat, en Toya i en Yukito parlen a l’habitació. En Toya li diu que sap que no és humà i aleshores apareix en Yue que accepta els poders d’en Toya, ja que li vol cedir perquè en Yue es recuperi. La Sakura ho sent tot. Quan arriba a casa, la Sakura posa al dia a en Kero. |    | |                        |                            |
| 66 | 20 | La persona que agrada més a la Sakura Sakura no Ichiban Suki na Hito (さくらの一番好きな人)                       | 22 de febrer de 2000   | 19 de desembre de 2000     |
| Fan un festival a l’institut d’en Toya on estrenen la pel·lícula que va fer la Nakuru. L’Eriol li desitja sort a en Shaoran i ell s'ho pren com una provocació. La Nakuru convida la Sakura i en Yukito a passar a la terra de les estrelles. Finalment, la Sakura li confessa a en Yukito que li agrada i ell li diu que és perquè el veu com un familiar, però que si ho pensa bé hi ha una persona que encara li agrada més. De sobte senten la presència d’en Clow Reed. La Sakura va directa cap a l’origen de la presència i descobreix que qui ha estat darrera de tots els esdeveniments estranys ha estat l’Eriol. En Shaoran córre per ajudar-la. Un cop solucionat i de camí cap a casa, la Sakura i en Shaoran paren al parc. Ella està trista pel que ha passat amb en Yukito; en Shaoran la reconforta i li assegura que trobarà la persona que l’estimi. |    | |                        |                            |
| 67 | 21 | La Sakura, en Shaoran i el santuari de Tsukimine Sakura to Syaoran to Tsukimine Jinja (さくらと小狼と月峰神社)    | 29 de febrer de 2000   | 20 de desembre de 2000     |
| La Sakura parla amb el seu pare i li diu que ja sabia tot el que passava. A classe, convida en Shaoran al Temple de Tsukimine. Ell la veu cansada i adormida, però la Sakura no li explica el motiu ja que li està fent una bufanda per agrair-li tot el suport que li dona. Un cop al temple, en Shaoran li diu a la Tomoyo que no li dirà res a la Sakura sobre els seus sentiments. Aleshores, l’Eriol fa aparèixer un cavall desvocat que la Sakura derrota amb l’ajut del de Hong Kong. Finalment, gràcies a la Tomoyo en Shaoran decideix que sí que li dirà a la Sakura que li agrada. |    | |                        |                            |
| 68 | 22 | La Sakura, el passat i en Clow Reed Sakura to Kako to Kurou Riido (さくらと過去とクロウ·リード)                   | 7 de març de 2000      | 21 de desembre de 2000     |
| L’Eriol creu que la Sakura ja ha arribat a tenir el màxim poder. Després de convertir una altra carta, en Kero i ella parlen sobre la presència que senten d’en Clow Reed quan passen coses estranyes. La Sakura decideix anar al passat amb la carta del retorn per parlar amb en Clow Reed, tot i el perill que suposa. En Shaoran i la Tomoyo l’acompanyen a l’arbre del santuari de Tsukimine per minimitzar riscos i es queden allà esperant. Al passat, la Sakura es troba amb en Clow Reed. Presencia el dia en que ell li va comunicar a en Kero i en Yue que havia de morir. Ell i la Sakura parlen i l’encoratja a seguir endavant tot i que no li aclareix els dubtes. La Sakura torna al present i l’Eriol es presenta davant de tothom revelant-se com la reencarnació d’en Clow Reed. |    | |                        |                            |
| 69 | 23 | La Sakura s'enfronta amb en Clow Reed Sakura to Arawareta Kurou Riido (さくらと現れたクロウ·リード)               | 14 de març de 2000     | 22 de desembre de 2000     |
| L'Eriol sumeix a tota la ciutat en la foscor i a tota la gent en un son profund. Amenaça la Sakura que si no pot desfer l'encanteri abans del moment en què hauria de sortir el sol, serà de nit i la gent dormirà per sempre. Angoixada, converteix totes les cartes que li queden excepte les de la llum i la foscor. En Kero i en Yue es fiquen dins la vara per ajudar-la a convertir les dues caretes i la vara es transforma. Ho torna a intentar, però quan sembla que no podrà en Shaoran l'ajuda. Ella pensa que tot anirà bé i les cartes es converteixen. Fa servir la carta de la llum per que torni a ser de dia. L'Eriol li diu que tot s'ha acabat i que ja ha aconseguit el seu objectiu i desapareix. És en aquest moment que en Shaoran s'arma de valor i li diu a la Sakura que l'estima. |    | |                        |                            |
| 70 | 24 | La Sakura i els seus veritables sentiments Sakura to Hontou no Omoi (さくらと本当の想い)                          | 21 de març de 2000     | 25 de desembre de 2000     |
| La Sakura està confosa amb el que li va dir en Shaoran el dia anterior. El professor Terada els diu que l'Eriol marxa a Anglaterra, així que la Sakura, la Tomoyo, en Shaoran i en Kero van a casa seva a demanar explicacions. Ell els demana disculpes pel que ha fet, però diu que era necessari per ajudar la Sakura a convertir totes les cartes. És per això que en Clow Reed li va demanar perdó pel que li faria passar quan es va acabar el judici final. Un cop a casa, en Shaoran rep una trucada de la seva mare que li diu que ha de tornar a Hong Kong. L'endemà després de classe, la Sakura i en Shaoran parlen al pont del parc i en Shaoran s'acomiada sense dir-li que se'n torna al seu país. La Tomoyo truca a la seva amiga per avisar-la i aleshores ella, tota trista, va a l'habitació on sobtadament apareix el cercle màgic i crea una nova carta que li va a parar a les mans. Va corrent cap a l'aeroport i veu a en Shaoran. S'intercanvien els ossets de peluix i prometen tornar-se a veure. És aleshores quan es veu que la carta que havia creat abans és la carta de l'amor. |    | |                        |                            |

### Quarta temporada: Les cartes transparents
La quarta temporada està formada per 22 episodis emesos originalment des del 7 de gener del 2018 fins al 10 de juny de 2018. Dels episodis 1 al 12 (71 a 82) l'opening és «Clear» cantat per Maaya Sakamoto i l'ending «Jewelery» de Saori Hayami. Dels episodis 13 al 22 (83 a 92) l'opening és «Rocket Beat» de Kiyono Yasuno i l'ending és «Rewind» de Minori Suzuki.
| Núm. | #  | Títol en català                                                                                         | Data d'estrena al Japó | Data d'estrena a Catalunya |
| --- | -- | --- | ---------------------- | -------------------------- |
| 71 | 1  | La Sakura i les cartes transparents Sakura to Tōmei na Kādo (さくらと透明なカード)                      | 7 de gener de 2018     | 18 de maig de 2023         |
| La Sakura i els seus amics comencen la secundària a l'institut Tomoeda i, ara, tot és nou. La Sakura està contenta de retrobar-se amb en Shaoran i de saber que es quedarà a viure a Tomoeda. A la nit, la Sakura somia una cosa molt estranya i veu que totes les cartes s'han tornat transparents. L'endemà somia que rep una clau i quan es desperta resulta que la té a la mà. La clau, després, es transforma en una vara.                                                                    |    | |                        |                            |
| 72 | 2  | La Sakura i l'habitació sense sortida Sakura to Deguchi no Nai Heya (さくらと出口のない部屋)            | 14 de gener de 2018    | 22 de maig de 2023         |
| La Tomoyo va a casa la Sakura a preparar un pastís de formatge com els que fa la Chiharu, que els n'ha donat la recepta. Llavors, en un moment donat, la Sakura, la Tomoyo i en Kero es queden tancats en una habitació que no té ni portes ni finestres i que sembla feta de goma. Mentre la Tomoyo la punxa amb una agulla, la Sakura fa servir la vara per recuperar la carta del Bloqueig. |    | |                        |                            |
| 73 | 3  | La Sakura i l'avís de pluges fortes Sakura no Ōame Chūihō (さくらの大雨注意報)                          | 21 de gener de 2018    | 23 de maig de 2023         |
| Tot i que no hi ha previsió de pluges, de cop i volta comença a ploure i no para en tot el dia. De camí cap a casa, la Sakura captura la carta Aqua. L'endemà, després de l'assaig de les animadores, tothom desapareix i la Sakura caça la carta del Reflex. Un cop a casa, es desmaia i té una mena de somni on veu la figura amb capa que li vol prendre la clau. |    | |                        |                            |
| 74 | 4  | La Sakura té una companya nova encantadora Sakura to Suteki na Tenkōsei (さくらと素敵な転校生)          | 28 de gener de 2018    | 24 de maig de 2023         |
| L'Akiho Shinomoto, una noia que ha estat un temps a l'estranger, entra a estudiar a l'institut Tomoeda i de seguida es fa amiga de la Sakura i el seu grup. Aquell dia, a classe, la Sakura veurà com els arbres del pati es desarrelen i es mouen, i capturarà la carta de l'Acció. Després de classe, la Sakura parla amb en Yue, que li diu que a les cartes noves, no hi nota cap mena de màgia.                                                                                               |    | |                        |                            |
| 75 | 5  | La Sakura i un pícnic molt mogut Sakura to o hanami hippari-dako (さくらとお花見ひっぱりだこ)           | 4 de febrer de 2018    | 25 de maig de 2023         |
| La Sakura queda un diumenge amb els seus amics per fer un pícnic sota els cirerers florits. Mentre és allà, de cop nota una força molt potent que l'estira enrere i que l'atrau cap a un cirerer molt gros que hi ha enmig del bosc. Allà, caça la carta de la Gravitació. Llavors, convenç els amics perquè vagin a fer el pícnic a sota d'aquell cirerer tan bonic. Al cap d'una estona, arriba el Shaoran.                                                                                      |    | |                        |                            |
| 76 | 6  | La Sakura, el conill i la cançó de la lluna Sakura to Usagi to Tsuki no Uta (さくらとうさぎと月の唄)    | 11 de febrer de 2018   | 29 de maig de 2023         |
| La Sakura torna a somiar amb la figura encaputxada, que ara és a dalt d'un rellotge. L'endemà, la Tomoyo demana d'anar a l'aula de música a l'hora de dinar perquè vol cantar una cançó amb l'Akiho. En Shaoran, que sap tocar el piano, les acompanya. L'Akiho, al final, decideix apuntar-se al club de coral. Després la Sakura sent un soroll estrany i captura la carta "Gravació". Però en Shaoran no hi nota cap poder màgic.                                                               |    | |                        |                            |
| 77 | 7  | La Sakura juga a tocar i parar al jardí Sakura to Oniwa de Onigokko (さくらとお庭でおにごっこ)          | 18 de febrer de 2018   | 30 de maig de 2023         |
| La Sakura i en Kero van a veure la Tomoyo a casa seva. Allà, la Tomoyo els diu que té una càmera nova que vola i que pot seguir tots els seus moviments. Quan surten al jardí a provar-la, se'ls acudeix de provar també la carta de la Gravació. Al cap d'una estona, arriba en Sharoan i, mentre berenen, la Sakura percep la presència d'una altra carta. Després de provar unes quantes estratègies, la caça. La carta es viu "Vol".                                                           |    | |                        |                            |
| 78 | 8  | La Sakura, el rellotge i l'amagatall Sakura to Tokei to Kakurenbo (さくらと時計とかくれんぼ)            | 25 de febrer de 2018   | 31 de maig de 2023         |
| L'Akiho convida la Sakura i la Tomoyo a casa seva, que casualment, és la mateixa casa on havia viscut l'Eriol quan vivia a Tomoeda. Allà, l'Akiho els presenta el seu majordom, en Yuna D. Kaito, i els ensenya la biblioteca tan gran que té la seva família. Mentre l'Akiho va a la seva habitació a buscar un llibre que els vol ensenyar, la Sakura atrapa la carta de la Transparència, que estava amagada entremig d'uns llibres.                                                            |    | |                        |                            |
| 79 | 9  | La Sakura va a un aquari molt emocionant Sakura no Dokidoki Suizokukan (さくらのドキドキ水族館)         | 4 de març de 2018      | 1 de juny de 2023          |
| La Sakura queda amb en Shaoran per anar a veure el mateix aquari on va capturar la carta de l'Aigua. Tots dos estan molt emocionats i molt nerviosos. Quan són a la cafeteria de l'aquari, on per casualitat troben en Toya, que hi ha anat a fer una substitució, es trenca un tanc d'aigua i inunda tota la sala. La Sakura, que està convençuda que ha sigut per culpa d'una carta, vol tornar a l'aquari a la nit per capturar-la.                                                             |    | |                        |                            |
| 80 | 10 | La Sakura i el laberint del son Sakura to Nemuri no Rabirinsu (さくらとねむりのラビリンス)              | 11 de març de 2018     | 5 de juny de 2023          |
| L'Akiho va a sopar a casa la Sakura i, mentre és allà, cau víctima dels poders d'una carta nova que la fa dormir. Llavors, mentre empaiten la carta, la Sakura i en Kero descobreixen que tota la casa és enmig d'un laberint molt intricat. Després d'una bona estona de persecució, la Sakura atrapa dues cartes noves. Quan tot torna a la normalitat, arriba en Kaito, que ve a buscar l'Akiho.                                                                                                |    | |                        |                            |
| 81 | 11 | La Sakura i el pingüí capgirat Sakura to Sakasama Pengin (さくらとさかさまペンギン)                     | 18 de març de 2018     | 6 de juny de 2023          |
| Quan surten de l'institut, la Sakura, la Tomoyo, l'Akiho i en Shaoran es troben amb en Kaito que ve de comprar. En Shaoran, quan arriba a casa, es posa en contacte amb l'Eriol i li diu que ha notat que en Kaito té algun poder màgic. L'Eriol sospita que és un mag amb cert poder d'una societat anglesa que no té gaire bona reputació. Poc després, la Sakura nota la presència d'una carta, i ella i en Kero la segueixen fins al parc del rei Pingüí.                                      |    | |                        |                            |
| 82 | 12 | La Sakura, el torneig d'esports i la pedregada Sakura to Kōri no Kyūgi Taikai (さくらと氷の球技大会)    | 25 de març de 2018     | 7 de juny de 2023          |
| La Sakura i els seus amics participen al torneig d'esports de pilota que fan a l'institut. L'Akiho i en Shaoran juguen un partit de bàdminton, i la Sakura no té clar a favor de quin dels dos vol anar. El partit està molt renyit, però llavors, es posa a pedregar de cop i volta i se n'ha d'anar tothom cap a dins de l'institut. La Sakura sospita que la pedregada és obra d'una carta. |    | |                        |                            |
| 83 | 13 | La Sakura i el retorn de la Meiling Sakura to Tadaima Meilin (さくらとただいま苺鈴)                     | 8 d'abril de 2018      | 8 de juny de 2023          |
| La Meiling arriba per sorpresa a Tomoeda i li demana a la Sakura si es pot quedar a casa seva. En Yukito li pregunta a en Toya pel poder nou que li creix a dins. La Sakura li diu a la Meiling que està preocupada perquè sap que en Shaoran li amaga alguna cosa. I a l'hora d'anar a dormir, la Sakura veu que a la Meiling li han sortit orelles i cua de gat. |    | |                        |                            |
| 84 | 14 | La Sakura, el santuari i el zoo Sakura to Jinja to Dōbutsuen (さくらと神社と動物園)                     | 15 d'abril de 2018     | 12 de juny de 2023         |
| La Sakura i els seus amics van a visitar un santuari i el mercat que s'hi fa. Quan són allà, la Sakura veu com els seus amics es van transformant de mica en mica en animals, i acaben tots transportats a un lloc misteriós. Just quan són en una situació molt perillosa, apareix en Shaoran, que amb els seus poders para el temps i permet que la Sakura els faci tornar tots al santuari i pugui capturar una carta nova.                                                                     |    | |                        |                            |
| 85 | 15 | La Sakura i l'obra dels records Sakura no Omoide Kanshōkai (さくらのおもいで鑑賞会)                     | 22 d'abril de 2018     | 13 de juny de 2023         |
| L'Akiho li explica a en Kaito més coses que ha llegit al llibre de l'Alícia i que, curiosament, s'assemblen molt al que li va passar a la Sakura amb la carta del Miratge. Aquell dia, l'Akiho, la Sakura i la Meiling van a casa la Tomoyo, que els vol ensenyar el vídeo que va fer d'una obra de teatre de primària on hi van actuar totes. Mentre miren el vídeo, hi ha un terratrèmol que sacseja tota la casa.                                                                               |    | |                        |                            |
| 86 | 16 | La Sakura i l'amiga de la Meiling Sakura to Meiling no o Tomodachi (さくらと苺鈴のおともだち)           | 29 d'abril de 2018     | 14 de juny de 2023         |
| La Sakura i en Kero descobreixen que l'origen dels terratrèmols és una carta i la capturen. Quan torna cap a casa, l'Akiho es troba amb en Kaito, que per una distracció, es veu obligat a tirar el temps enrere perquè l'Akiho no recordi la conversa que acaben de tenir. Mentrestant, una noia estranya que resulta ser una altra carta, ataca la Meiling i la Sakura. Totes dues lluiten juntes contra ella i capturen la carta, que es diu "Combat".                                          |    | |                        |                            |
| 87 | 17 | La Sakura i uns dolços gens dolços Sakura to Okashina Okashi (さくらとおかしなお菓子)                   | 6 de maig de 2018      | 15 de juny de 2023         |
| La Sakura torna a somiar amb aquella figura misteriosa i acaba tenint la sensació que ja sap qui és i que la coneix. Després, a l'institut, han de fer uns pastissos, i quan els tenen fets, els pastissos es posen a saltar fins que s'ajunten tots i formen un monstre molt gros. La Sakura guanya el monstre i captura una carta que es diu "Aparició". L'Akiho torna a casa i li porta un pastisset a en Kaito, però ell l'adorm màgicament i li diu a la Momo que necessita les cartes noves. |    | |                        |                            |
| 88 | 18 | La Sakura i els ocells de foc i d'aigua Sakura to Honoō to Mizunotori (さくらと炎と水の鳥)              | 13 de maig de 2018     | 19 de juny de 2023         |
| Després d'ensenyar a l'Akiho i als altres el llibre d'il·lustracions de l'Alícia, la Sakura i l'Akiho tenen un altre somni compartit. A la nit, amb l'ajuda d'en Shaoran, la Sakura captura una carta que es diu "Flamarada" i s'afanya a tornar a casa sense saber que en Toya ja ha descobert que no és a la seva habitació. En Yue li pregunta a en Toya pels poders nous que té, però ell li diu que encara no és hora de revelar-los.                                                         |    | |                        |                            |
| 89 | 19 | La Sakura i la cançó de bressol de l'Akiho Sakura to Akiho no Komori-uta (さくらと秋穂の子守唄)         | 20 de maig de 2018     | 20 de juny de 2023         |
| La Sakura, l'Akiho i en Shaoran participen en un contacontes que ha organitzat en Yukito en un hospital. Quan tornen a casa, la Sakura li diu a en Kero ha gravat l'acte amb la carta de la Gravació, i es posen a mirar-ho. Però les imatges que veuen no són del mateix dia. En Kero s'adona que són de fa dècades, cosa que vol dir que a la Sakura li han augmentat molt els poders. |    | |                        |                            |
| 90 | 20 | La Sakura, l'avi i l'arc de Sant Martí Sakura to Niji to Ojiisan (さくらと虹とおじいさん)               | 27 de maig de 2018     | 21 de juny de 2023         |
| És diumenge. Al matí, el besavi de la Sakura els convida a ella i a en Shaoran a casa seva perquè abans d'anar-se'n uns mesos de viatge li vol donar una cosa a la seva besneta. Quan la Sakura va a buscar més te, troba l'habitació de la seva mare i fa servir la carta de la Gravació per veure'n imatges de quan era petita. La Sakura i l'Akiho tenen un altre somni compartit. Al final, l'Eriol es posa en contacte amb en Keroberos i en Yue.                                             |    | |                        |                            |
| 91 | 21 | La Sakura, el mirall i la clau dels records Sakura to Kagami to Omoide no Kagi (さくらと鏡と思い出の鍵) | 3 de juny de 2018      | 22 de juny de 2023         |
| El besavi li regala a la Sakura una clau que va portar d'Anglaterra i que era una coses que més valorava la Nadeshiko. Mentrestant, l'Eriol explica a en Keroberos i a en Yue que ha descobert que van expulsar en Kaito d'una societat de mags molt important perquè va fer desaparèixer un objecte misteriós amb grans poders màgics. Quan torna a casa amb en Shaoran, la Sakura s'adona que casa seva està invertida i captura la carta "Mirall".                                              |    | |                        |                            |
| 92 | 22 | Les cartes transparents de la Sakura Sakura no Tōmei na Kādo (さくらの透明なカード)                     | 10 de juny de 2018     | 22 de juny de 2023         |
| Tot i que no saben per què que l'Eriol amaga a la Sakura la veritat del que passa amb l'Akiho i en Kaito, en Kero i en Yue decideixen seguir les seves instruccions i estar alerta per protegir la Sakura. Els somnis compartits de la Sakura i l'Akiho són cada cop més freqüents i totes dues tenen males sensacions. A la nit, apareix la figura encaputxada davant de la Sakura i ella li planta cara.                                                                                         |    | |                        |                            |